# سلسله مراتب بصری

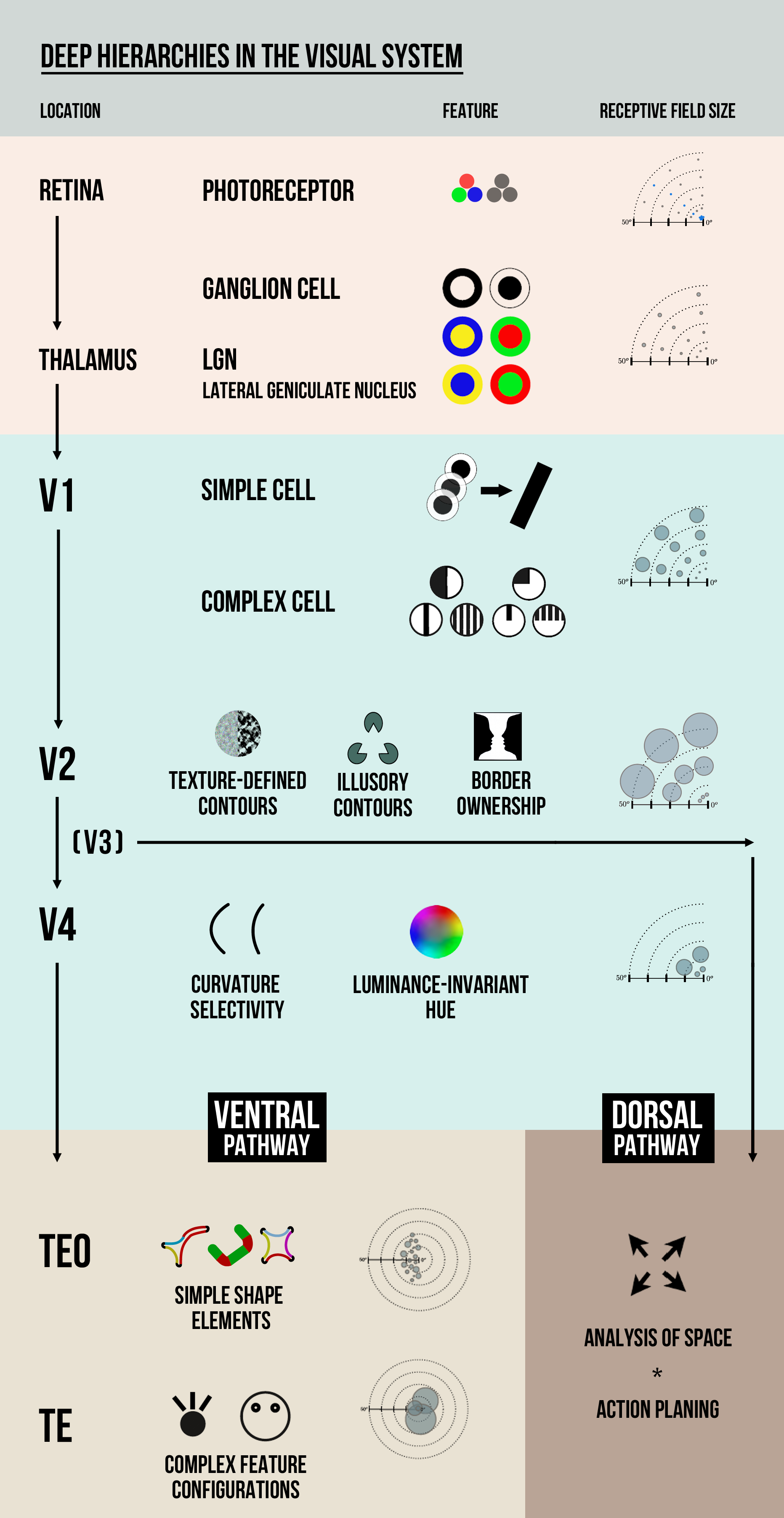
نمایشی از استخراج و ترکیب ویژگی سلسله مراتبی در سیستم بصری.

سلسله مراتب بصری (انگلیسی: Visual hierarchy) بر اساس روان‌شناسی گشتالت، الگویی در زمینه بصری است که در آن برخی از عناصر تمایل به برجسته کردن، یا جلب توجه، قوی تر از عناصر دیگر دارند، که نشان دهنده یک سلسله مراتب اهمیت است. در حالی که ممکن است به‌طور طبیعی در هر زمینه بصری رخ دهد، این اصطلاح بیشتر در طراحی (به ویژه طراحی گرافیک و نقشه نگاری) استفاده می‌شود، جایی که عناصر به‌طور عمدی طراحی شده‌اند تا برخی را مهم‌تر از دیگران به نظر برسانند. این نظم با تضاد بصری بین اشکال در یک میدان ادراک ایجاد می‌شود. اجسام با بالاترین تضاد با محیط اطراف خود ابتدا توسط ذهن انسان شناسایی می‌شوند

## شواهد علمی
شواهد علمی برای سلسله مراتب بصری با استفاده از ردیابی چشم وجود دارد. برای مثال، یک مطالعه نشان داد که وقتی افراد موافق هستند که یک طراحی گرافیکی خوب است، حرکات چشم مشابه بیشتری از خود نشان می‌دهند. که توسط فاصلهٔ Fréchet اندازه‌گیری شده است.

## تئوری
مفهوم سلسله مراتب بصری مبتنی بر نظریه روان‌شناختی گشتالت است، یک نظریه آلمانی در اوایل قرن بیستم که پیشنهاد می‌کند مغز انسان دارای تمایلات سازمان‌دهی ذاتی است که «عناصر، شکل‌ها یا فرم‌های فردی را به یک کل منسجم و سازمان‌یافته ساختار می‌دهد»، به ویژه هنگام پردازش بصری. اطلاعات. کلمه آلمانی گشتالت در انگلیسی به‌طور، «الگو» یا «شکل» ترجمه می‌شود. هنگامی که یک عنصر در یک میدان بینایی از «کل» ایجاد شده توسط سازمان ادراکی مغز جدا می‌شود، برای بیننده «متمایز» می‌شود. اشکالی که به شدت از محیط اطراف خود جدا می‌شوند، بیشتر خودنمایی می‌کنند. این معمولاً به عنوان اثر Von Restorff محصور می‌شود، که بیان می‌کند که انزوا توجه را به خود جلب می‌کند.
ویژگی‌های فیزیکی
مغز اشیاء را بر اساس تفاوت بین خصوصیات فیزیکی آنها از یکدیگر جدا می‌کند. این ویژگی‌ها به چهار دسته تقسیم می‌شوند: رنگ، اندازه، هم ترازی و محتوی. هر نوع کنتراست را می‌توان برای ساخت یک سلسله مراتب بصری استفاده کرد. همین ویژگی‌ها نیز گاهی (به ویژه در میان نقشه نگاران) با توجه به متغیرهای بصری ژاک برتن دسته‌بندی می‌شوند.

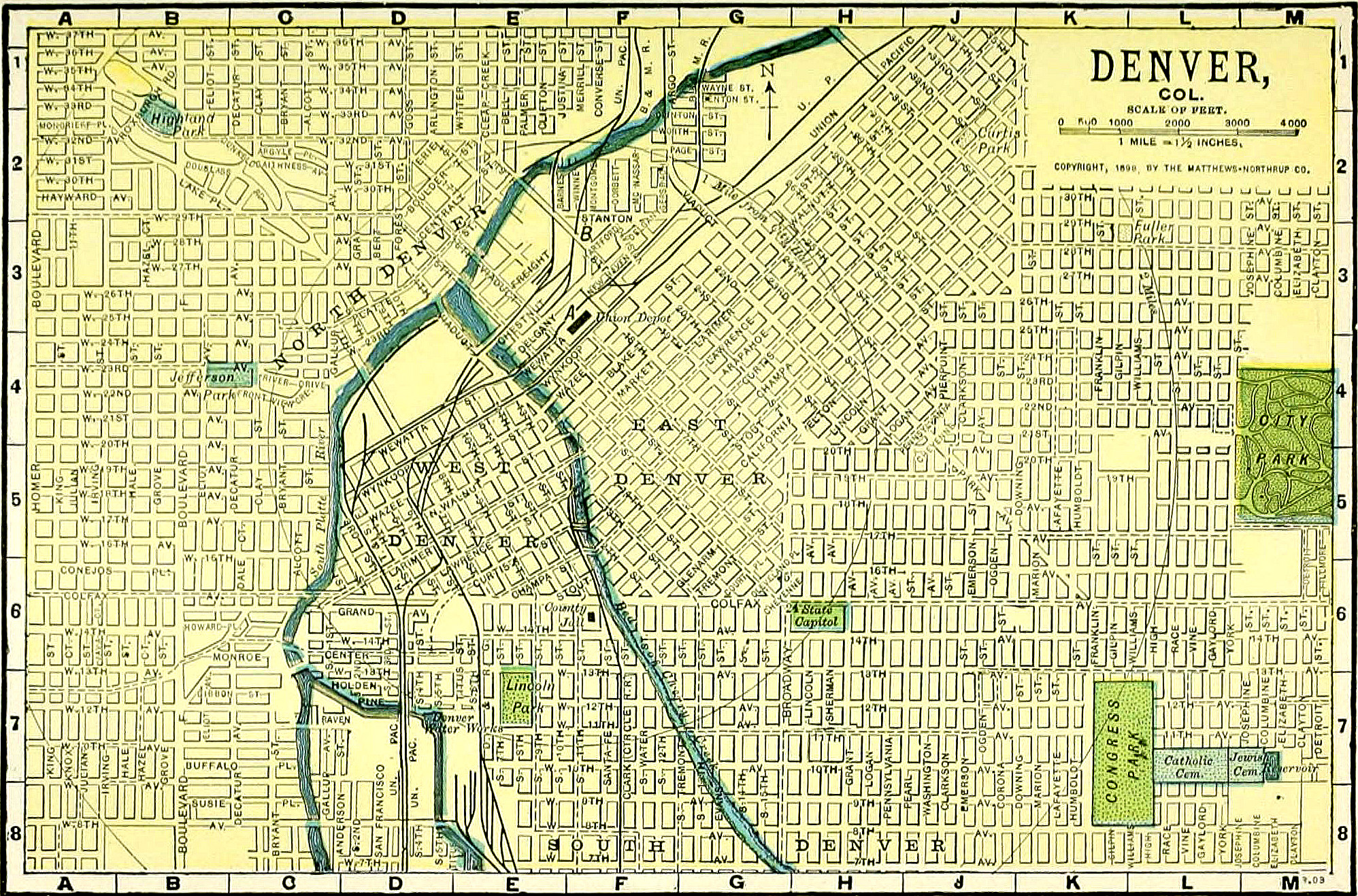
در این نقشه ی سال ۱۹۰۵، رودخانه‌ها و پارک‌ها به دلیل تضاد رنگ و اندازه در بالای سلسله مراتب بصری قرار دارند، عنوان به دلیل اندازه و هم ترازی برجسته است. الگوی خیابان زاویه دار با بقیه شبکه در تضاد است. حتی فضای خالی در وست دنور به دلیل تضاد با پیچیدگی کلی نقشه و موقعیت مرکزی آن جلب توجه می‌کند. خیابان‌ها و نام‌های آن‌ها به دلیل عدم تضاد در پایین سلسله مراتب بصری قرار دارند، حتی اگر احتمالاً هدف اصلی نقشه همین بوده باشد.

- رنگ شامل رنگ، اشباع، ارزش، و بافت درک شده از اشکال است.[۷] اشکال تیره در پس‌زمینه روشن، چهره‌های روشن در پس‌زمینه تیره، چهره‌های با رنگ‌های روشن در پس‌زمینه خاموش و … برجسته خواهند شد. رنگ‌های فلورسنت مورد استفاده برای توپ‌های تنیس و سایر تجهیزات ورزشی در نظر گرفته شده است تا آنها را فوراً در برابر تقریباً هر میدان بینایی طبیعی متمایز کند.
- اندازه تأثیر زیادی بر سلسله مراتب بصری دارد. عناصر بزرگ تقریباً همیشه توجه را به خود جلب می‌کنند، تا زمانی که بتوان آنها را به عنوان شکل تشخیص داد.
- هم ترازی چیدمان فرم‌ها نسبت به یکدیگر است. به عنوان مثال، موارد در گوشه سمت چپ بالای صفحه اغلب ابتدا دیده می‌شوند (حداقل برای آن دسته از خوانندگانی که به زبان‌های غربی عادت کرده‌اند)، مرکز قسمت برجسته است. از فضای منفی نیز می‌توان استفاده کرد: یک شکل جدا شده در میان مقادیر زیادی از فضای سفید، بیش از یک در میان شکل‌های دیگر برجسته می‌شود.
- محتوی شامل چندین نوع تضاد بر اساس شکل است. به عنوان مثال، الگوهای پیچیده بیشتر از الگوهای ساده یا قابل پیش‌بینی توجه را به خود جلب می‌کنند، اشکال پیچیده توجه بیشتری را نسبت به الگوهای تعمیم به خود جلب می‌کنند. حتی الگوهای در مقیاس بزرگ می‌توانند توجه را به خود جلب کنند اگر با الگوی باقیمانده میدان بینایی تضاد داشته باشند.

استتار نمونه ای از حذف تضاد در کاراکتر در رنگ یا کاراکتر به‌طور خاص برای کاهش سلسله مراتب بصری است.
آزمون squint اغلب به عنوان یک روش ساده، اگر چه غیرعلمی، برای ارزیابی سلسله مراتب بصری یک محصول گرافیکی مانند نقشه یا صفحه وب پیشنهاد می‌شود. وقتی خارج از فوکوس (یا از فاصله دور) تماشا می‌شود، حواس بیننده با جزئیات پرت نمی‌شود، بلکه فقط می‌تواند الگوهای کلی (گشتالت) مانند سلسله مراتب بصری را ببیند. تمام الگوهای فوق، به جز برخی از جنبه‌های محتوی، با این روش قابل تشخیص هستند.

## کاربرد

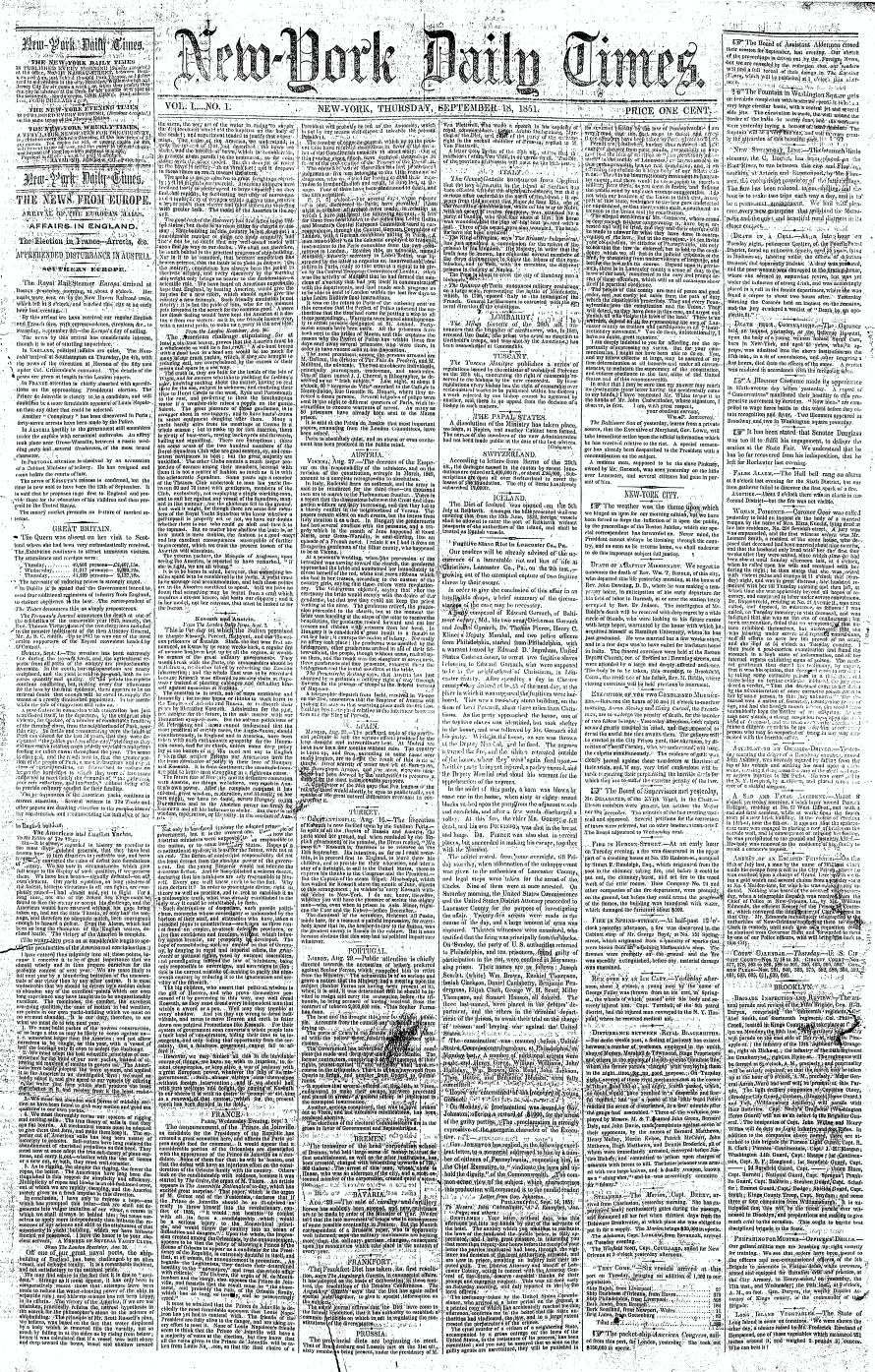
اولین شماره نیویورک تایمز در سال ۱۸۵۱ (بالا) سلسله مراتب بصری ضعیفی داشت و تشخیص اینکه چه اخباری مهم‌تر از همه تلقی می‌شوند دشوار بود. در سال ۱۹۱۹ (پایین)، این مقاله، مطابق با روندهای صنعتی گسترده‌تر، سلسله مراتب واضح تری را ایجاد کرد، با عنوان‌های بزرگتر بر تیترهای کوچکتر اولویت داشت.

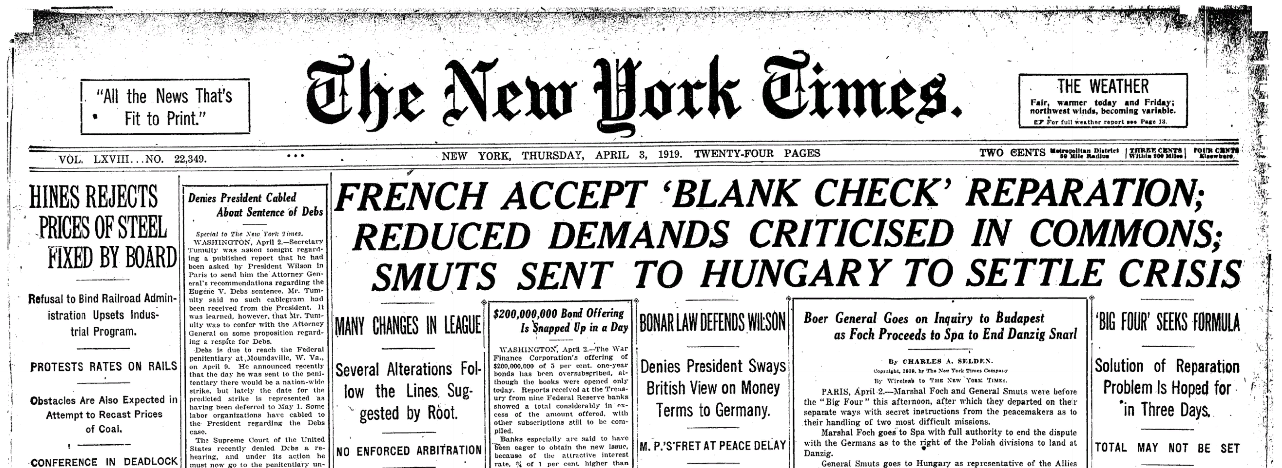

سلسله مراتب بصری یک مفهوم مهم در زمینه طراحی گرافیک است، حوزه ای که در سازماندهی بصری تخصص دارد. طراحان سعی می‌کنند سلسله مراتب بصری را کنترل کنند تا چشم را به ترتیبی خاص برای یک هدف خاص به سمت اطلاعات هدایت کنند. می‌توان سلسله مراتب بصری در طراحی گرافیک را با ساختار دستوری در نوشتار از نظر اهمیت هر اصل برای این زمینه‌ها مقایسه کرد.
کارتوگرافی
در طراحی نقشه‌برداری، سلسله مراتب بصری برای تأکید بر ویژگی‌های مهم بر روی نقشه بر روی ویژگی‌هایی که کمتر مهم هستند، استفاده می‌شود. به‌طور معمول، نقشه هدفی دارد که سلسله مراتبی مفهومی از آنچه باید کم و بیش مهم باشد را دیکته می‌کند، بنابراین یکی از اهداف انتخاب نمادهای نقشه، تطبیق سلسله مراتب بصری با سلسله مراتب مفهومی است.
سلسله مراتب بصری یک نقشه ممکن است برای ویژگی‌های جغرافیایی منفرد (مانند برجسته کردن یک کشور واحد)، برای نقشه‌برداری لایه‌های ویژگی‌های مرتبط (مانند برجسته کردن دریاچه‌ها بیشتر از جاده‌ها) و برای کل طرح‌بندی نقشه و غیره اعمال شود. عناصر نقشه (به عنوان مثال، مهم‌تر به نظر رسیدن عنوان از نوار مقیاس). مانند عناصر اصلی نقشه، چنین ویژگی‌هایی دارای وزن هستند و ویژگی‌هایی که در سلسله مراتب بصری لایه‌های نقشه اعمال می‌شود، برای سایر عناصر صفحه نیز اعمال می‌شود. اندازه و تراز دو عامل اصلی تعیین‌کننده سلسله مراتب بصری برای این ویژگی‌ها هستند.نقشه‌برداران اغلب از اصول فضای منفی و تضاد شکل-زمین برای طراحی یک سلسله مراتب بصری مناسب با استفاده از تضاد بین فضای بلااستفاده و ویژگی‌های چیدمان استفاده می‌کنند.
طراحی تجربه کاربری و طراحی رفتاری
در طراحی تجربه کاربر و طراحی رفتاری، مانند طراحی وب، سلسله مراتب بصری برای اولویت بندی ساختارهای ناوبری و محتوا استفاده می‌شود، به طوری که مخاطبان بر روی عناصری تمرکز می‌کنند که استفاده از سیستم را تسهیل می‌کند، یا احتمال اینکه متوجه محتوایی شود که حاوی تلنگرهای روانی است را افزایش می‌دهد. رنگ یکی از عوامل متعددی است که در طراحی سلسله مراتب بصری استفاده می‌شود و به دلیل برجستگی بالای درک رنگ، عاملی کلیدی است.